# Чистяков, Алексей Викторович
Алексе́й Ви́кторович Чистяко́в (3 ноября 1955, Краснодар, СССР) — советский футболист, вратарь.

## Карьера

### Игрока
Заниматься футболом начал в команде «Старт», где его тренерами были Валерий Завьялов и Пётр Титов. С 1971 по 1973 год вызывался в состав юношеских сборных РСФСР и СССР. С 1974 по 1976 год выступал за «Кубань», в 61 матче первенства пропустил 87 мячей, ещё 1 встречу, в которой пропустил 2 гола, провёл в Кубке СССР.
Затем был в составе майкопской «Дружбы», а в 1979 году в составе московского «Локомотива», за который, однако, ни разу не сыграл. С 1980 по 1981 год выступал за ростовский СКА, в составе которого дебютировал в Высшей лиге СССР,  провёл 12 матчей и стал обладателем Кубка СССР в 1981 году.
С 1982 по 1986 год играл за ворошиловградскую «Зарю», принял участие в 39 встречах команды в первенстве в период с 1982 по 1984 год и провёл 3 матча в розыгрышах Кубка СССР, в которых пропустил 7 мячей. С 1987 по 1990 год выступал за клуб СКА ЮГВ в Венгрии.

### Тренера
После завершения карьеры игрока работал с молодыми футболистами в училище олимпийского резерва Луганска, после помогал организовывать в городе женский футбол, работал с командой «Юниса» и с женской олимпийской сборной Украины.
В 1995 году вернулся в родной город, где сначала не мог найти тренерскую работу. Затем трудился в женском клубе «Кубаночка», а позднее работал в краснодарской ДСШ «Юность» с командой 1988-89 года рождения. С 1999 года был тренером по вратарям в «Днепре». В 2001 году перешёл на работу в «Шахтёр», где работал до 2006 года, занимался подготовкой вратарей резерва главной команды клуба в коллективах «Шахтёр-2» и «Шахтёр-3», а также следил за работой с голкиперами в интернате и школе донецкого клуба и отсматривал молодых вратарей в различных лигах Украины. С 2002 по 2003 год работал с вратарями непосредственно в главной команде «Шахтёра».
В 2007 году стал работать в клубе «Есиль-Богатырь», где тренировал вратарей до 2008 года. С 2008 года работает в «Краснодаре».
С июля 2012 года — заместитель директора по методической работе в Академии футбола Краснодарского края. В 2013 году перешёл в армянский клуб Пюник

## Достижения
- Обладатель Кубка СССР: 1981